# Irán-Contra
El escándalo Irán-Contra, también conocido como Irangate, es un acontecimiento político ocurrido en 1985 y 1986, en el cual altos cargos del gobierno de los Estados Unidos, bajo la administración del presidente Ronald Reagan, facilitaron secretamente la venta de armas a Irán, país contra el cual pesaba un embargo armamentístico decretado por los propios Estados Unidos, así como la utilización del narcotráfico para financiar a los grupos armados creados y organizados por ellos, conocidos como Contras, para derrocar mediante acciones armadas al gobierno nicaragüense surgido de la Revolución Sandinista tras el triunfo de esta el 19 de julio de 1979. Ambas operaciones, la venta de armas y la financiación de los Contras, estaban prohibidas por el Senado estadounidense.
La operación de venta de armas a Irán produjo más de 47 millones de dólares, dinero que fue gestionado por Oliver North mediante un entramado de cuentas bancarias en Suiza y fue utilizado, principalmente, para la financiación de la lucha contra al gobierno sandinista de Nicaragua y apoyo a la Contra.

## Historia
El 5 de octubre de 1986, el Ejército Popular Sandinista (EPS) de Nicaragua derribó un avión de transporte de la Fuerza Aérea de la República de El Salvador, pilotado por Eugene Hasenfus, que sobrevolaba el espacio aéreo de Nicaragua con suministros para la Contra. Poco después, el día 5, Hasenfus fue hecho prisionero pues fue el único que sobrevivió al derribo. El 3 de noviembre de 1986 un semanario libanés publicaba la venta de armas de guerra a Irán por parte de los Estados Unidos. El 25 de noviembre en una rueda de prensa, el presidente Ronald Reagan y el procurador general de la República Edwin Meese reconocían que ambos hechos estaban relacionados y que existía una nota escrita de Oliver North de abril de ese mismo año donde se especificaba que 12 millones de dólares de las ventas de armas serían utilizados para ayudar a los Contras. Todo ello llevó a la creación, por parte del Senado de los Estados Unidos, de una comisión de investigación.

### En Nicaragua
El 20 de julio de 1979 las columnas guerrilleras del Frente Sandinista de Liberación Nacional entraron en Managua, con un amplio respaldo popular, consumando la derrota de Anastasio Somoza Debayle y con ello la sucesión de los gobiernos dictatoriales, controlados por la familia Somoza desde el asesinato de Augusto César Sandino en 1934.
En este momento comienza el periodo conocido como Revolución Sandinista que se extendió hasta febrero de 1990 cuando el FSLN perdió las elecciones presidenciales, a favor de la Unión Nacional Opositora (UNO) (presidida por Violeta Chamorro), que aglutinaba a diferentes partidos y fuerzas opuestas a los sandinistas y apoyadas por los Estados Unidos.
Tras la entrada de los sandinistas en Managua y la huida de Somoza se instaura un nuevo gobierno, formado por un amplio espectro ideológico con presencia socialdemócrata, socialista, marxista-leninista y con una influencia muy grande de la teología de la liberación, que trató de introducir reformas en los aspectos socioeconómicos y políticos del Estado nicaragüense, tratando además los problemas relativos a la sanidad, la educación y reparto de la tierra, logrando avances significativos y reconocidos internacionalmente.
Desde el triunfo de la Revolución y el desmantelamiento de la Guardia Nacional, grupos aislados de guardias, con base en Honduras, mantuvieron hostilidades armadas contra el nuevo Gobierno nicaragüense. Esto debido a que el gobierno sandinista se alineó con el bloque soviético y con la ayuda de Fidel Castro formaron un estado de corte marxista, que fue confiscando y coartando las libertades individuales de los ciudadanos nicaragüenses. A finales del año 1981 estos grupos armados recibían apoyo del Proceso de Reorganización Nacional de Argentina, y una ayuda secreta de los Estados Unidos.
Los grupos contrarrevolucionarios se fueron alimentando de los descontentos por los abusos del gobierno sandinista, como el Servicio Militar Patriótico, la destrucción de la empresa privada, el creciente desempleo y la inflación económica del país. Incluso algún relevante sandinista, como Edén Pastora creó su propio grupo armado de oposición, en este caso con base en Costa Rica, al cual intentaron asesinar en el atentado de La Penca. También algunos grupos étnicos como los misquitos se sumaron a estos movimientos antisandinistas, quienes fueron reprimidos durante la Navidad roja. A todo este conglomerado contrarrevolucionario se le denominó contras (acortamiento de «contrarrevolucionarios», en contraposición de compas, acortamiento de «compañeros», como se denominaban los sandinistas entre sí).

George Bush, Ronald Reagan y Mijaíl Gorbachov reunidos en Nueva York en 1988.

Desde la llegada al poder de la administración de Ronald Reagan, el apoyo a los Contras se generalizó e incrementó, mientras que bloqueaban y presionaban al gobierno nicaragüense, impidiendo la ayuda de otros países y diversos organismos e instituciones internacionales. Se estima que entre 1982 y 1990, los Estados Unidos gastaron en el apoyo a la Contra más de 300 millones de dólares.
La contra, en la que militaban muchos exguardias somocistas y estaba dirigida por agentes ligados a los Somoza, cometió grandes atrocidades entre la población civil nicaragüense llegando a ser acusada de no respetar los derechos humanos. En esta coyuntura se comenzó a cuestionar dentro de los Estados Unidos, el apoyo que se prestaba a estos grupos armados (que habían llegado a ser denominado por Ronald Reagan como «defensores de la libertad»). El Congreso de los Estados Unidos comenzó a restringir el apoyo a los Contras, llegando a prohibirlo totalmente en 1985, prohibición que se ejecutó hasta octubre de 1986.
El gobierno estadounidense mantuvo en todo momento la financiación de la intromisión armada en Nicaragua, hasta la salida del poder de los sandinistas. La intromisión de los Estados Unidos llegó a ser tan intensa y evidente que la Corte Internacional de Justicia condenó la misma en la sentencia del 27 de junio de 1986, por el apoyo a la contra y el minado de las aguas nicaragüenses (ver Caso Nicaragua contra Estados Unidos).
Ya en 1983, el Congreso estadounidense había limitado el presupuesto de ayuda a la Contra nicaragüense en 24 millones de dólares. Este presupuesto era gestionado por la CIA. Para saltarse la limitación del Congreso, la CIA pasó al Consejo de Seguridad Nacional de los Estados Unidos presidido por Oliver North las responsabilidades de financiación de las acciones en contra de Nicaragua. Oliver North junto a otros miembros de la administración Reagan realizaron una solicitud de fondos privados para mantener el nivel de financiación de la contra. No se ha encontrado evidencia que demuestre que él autorizó dicho plan.

### En Oriente próximo
En 1980 comienza la llamada Guerra Irán-Irak y Estados Unidos apoya al gobierno de Irak en contra del gobierno islamista de Irán donde hacía poco tiempo acababa de triunfar la revolución iraní. La guerra finalizó en 1988 sin un claro vencedor. Tras la revolución iraní y la Crisis de los rehenes en Irán, EE. UU. había roto relaciones con Irán.
A comienzos de los años ochenta son secuestrados en el Líbano media docena de estadounidenses por el grupo chiita libanés Hezbolá, que estaba relacionado con los guardias de la revolución islámica del gobierno de Irán. A comienzo de 1985, informaciones llegadas desde el gobierno de Israel e Irán hacen creer a los responsables de la política exterior de los Estados Unidos que el suministro de armas al gobierno de Teherán favorecería la liberación de los rehenes en el Líbano mediante la influencia que Teherán tenía en el grupo que los había secuestrado.
Oliver North, un teniente coronel del Consejo de Seguridad Nacional de los Estados Unidos, fue el ideólogo del plan, sin que se haya podido establecer la responsabilidad directa de Ronald Reagan.
Está acción contradecía el discurso público de Ronald Reagan que rechazaba cualquier trato con terroristas. Iba contra la política oficial de EE. UU. de no vender armas a Irán. Se debía de hacer de espaldas al Congreso y no había garantía alguna de que el grupo que tenía secuestrado a los ciudadanos estadounidenses en el Líbano accediera a las presiones de Irán. De hecho, entre 1985 y 1986, mientras EE. UU. suministraba armas a Irán, se produjeron más secuestros de estadounidenses en el Líbano.

## Tráfico ilegal de armas y droga para la financiación de la Contra

### La venta de armas a Irán
Los miembros del Consejo de Seguridad Nacional de Estados Unidos Michael Ledeen y Robert McFarlane responden a la petición del primer ministro de Israel Shimon Peres para facilitar la venta de armas a Irán. Irán, enfrentado con Irak, encontraba dificultades para encontrar países occidentes en donde adquirir armamento. La idea era que Israel suministrara armas mediante un intermediario identificado como Manucher Ghorbanifar a un grupo político iraní opuesto al ayatolá Jomeini. Después, Estados Unidos repondría las armas vendidas a Irán que serían pagadas por lo cobrado a los iraníes. La operación requería el visto bueno del Gobierno de los Estados Unidos. McFarlane aseguró a los israelíes que ese visto bueno estaba dado.
En 1985 McFarlane se entrevista con Ronald Reagan en el hospital naval de Bethesda donde el presidente estaba convaleciente de una operación de cáncer de colon. En esa entrevista McFarlane le informa de las relaciones que Israel mantenía con un grupo opuesto al ayatolá Jomeini, los cuales intentaban entablar una relación con los Estados Unidos y que, para demostrar sus buenas intenciones, estaban dispuestos a hablar con Hezbolá para intentar la liberación de los rehenes que estos mantenían prisioneros. Reagan justifica esta relación por creer que el establecimiento de relaciones con país estratégicamente localizado, y evitando que la Unión Soviética hiciera lo mismo, era un movimiento beneficioso. Aun cuando la venta de armas se establecía con un grupo iraní opuesto al ayatolá esta se realizaba a Irán.
Israel pidió permiso a los Estados Unidos para vender una pequeña cantidad de misiles antitanques BGM-71 TOW al grupo de iraníes opuestos a Jomeini, para demostrar que tenían conexión con el gobierno de los Estados Unidos. Reagan rechazó inicialmente el plan, pidiendo que Israel enviara la información que demostrara que el grupo iraní era opuesto a Jomeini y que habían luchado contra él. Una vez aportada la información requerida, Reagan autorizó la transacción. En la autobiografía que publicó Ronald Reagan en 1990 este afirma que confió en que se liberarían los rehenes y que pidió al grupo opositor iraní que hiciera todo lo posible para que Hezbolá liberara a los rehenes que tenía en su poder.
Según publicó el diario The New York Times, los Estados Unidos suministraron las siguientes armas a los iraníes:
- 20 de agosto de 1985: 96 misiles antitanque TOW.
- 14 de septiembre de 1985: 408 TOW más.
- 24 de noviembre de 1985: 18 misiles antiaéreos Hawk.
- 17 de febrero de 1986: 500 TOW
- 27 de febrero de 1986: 500 TOW
- 24 de mayo de 1986: 508 TOW y 240 piezas de repuesto para ellos.
- 24 de agosto de 1986: más piezas de repuesto para los TOW.
- 28 de octubre de 1986: 500 TOW.

En julio de 1985 los primeros misiles anticarro llegaron a Irán de la mano de un traficante de armas llamado Manucher Ghorbanifar, que era amigo del primer ministro de Irán Mir-Hosein Musaví. Horas después de recibir las armas, la Yihad islámica liberó a Benjamin Weir.
El 5 de diciembre de 1985, McFarlane dimitió, alegando motivos personales, y fue sustituido por John Poindexter. Dos días después, este le propone a Reagan algunos cambios en las transacciones de armas a Irán; en vez de mandar las armas al grupo de oposición iraní se mandarían a mandos moderados del ejército iraní. Aún con la oposición del secretario de Estado George Shultz y el secretario de Defensa Caspar Weinberger, Ronald Reagan autoriza el plan. Reagan dijo en aquel entonces <<No estábamos comercializando armas por rehenes, ni negociábamos con terroristas>>.
McFarlane, ya fuera de la administración, viajó a Londres para negociar con los israelíes y Ghorbanifar para que este último persuadiera a Irán para que utilizara su influencia con los grupos que mantenían rehenes en el Líbano antes de nuevas entregas de armas. Ghorbanifar rechazó tal plan.
El día en que dimitió McFarlane, Oliver North (asistente militar al Consejo de Seguridad Nacional de Estados Unidos) propuso un nuevo plan para la venta de armas a Irán. En este nuevo plan se propone que Estados Unidos venda directamente las armas a Irán y que una parte de las ganancias de dicha venta vayan a financiar a los contras nicaragüenses. North propuso una cantidad de 15 millones de dólares y Ghorbanifar suma 41% de sus propios beneficios.
El plan de North contó con el apoyo de varios miembros del Consejo de Seguridad Nacional y Poindexter lo autorizó sin la notificación al presidente Reagan, entrando este en efecto.
Los iraníes rechazaron comprar las armas al precio que se les ofrecía al ser este muy elevado, debido a los beneficios que querían obtener North y Ghorbanifar. En febrero de 1986 se envían 1000 misiles anti carro TOW y entre mayo y noviembre más armas y pertrechos.
Ambas acciones, la venta de armas a Irán y la financiación de la Contra nicaragüense, intentaron evitar las limitaciones que tanto la propia política de la administración del gobierno de Estados Unidos como su Congreso, a través de la conocida como «enmienda de Boland» habían hecho públicas, bajo la argumentación que se podían buscar fondos provenientes de los sectores privados y de otros países para la consecución de sus fines por parte del presidente (o en este caso la administración).
La financiación por terceros países quedó en evidencia cuando Fawn Hall, secretario de North, se equivocó con el número de la cuenta suiza en que se gestionaban los pagos e ingresó a un ciudadano de ese país 10 millones de dólares en su cuenta. El dinero procedía del Sultán de Brunéi a quien se le devolvió con intereses. También hay indicios de la implicación de los gobernantes de Arabia Saudita.
El 7 de enero de 1986, Poindexter propuso al presidente una modificación del plan aprobado: en vez de la negociación con el grupo político iraní moderado, se negociaría con los miembros moderados del gobierno iraní. Poindexter dijo a Reagan que Ghorbanifar tenía conexiones importantes dentro del gobierno iraní, así que, con la esperanza de la liberación de los rehenes, Reagan aprobó esta modificación del plan. En febrero de 1986, las armas fueron enviadas directamente a Irán por los Estados Unidos (como parte del plan de Oliver North, sin el conocimiento del presidente Reagan) y ninguno de los rehenes fue liberado. McFarlane viaja a Teherán para entrevistarse con el grupo político iraní moderado y lograr la liberación de los rehenes que quedaban en el Líbano. Estas negociaciones fallaron al pedir los iraníes que Israel se retirara de los Altos del Golán.
A finales de julio de 1986 Hezbolá liberó a otro rehén, al padre Lawrence Martin Jenco. Después de esta liberación el jefe de la CIA William Casey pide que se autorice un envío de las pequeñas piezas del misil a las fuerzas militares iraníes como forma de expresar gratitud y prevenir ejecuciones de rehenes. En septiembre y octubre se secuestran a tres estadounidenses más (Frank Reed, Joseph Ciccipio y Edward Tracy) luego liberaron a David Jacobsen y, aunque los secuestradores prometieron liberar a otros dos, esto nunca se hizo.

### El narcotráfico
La ayuda a la contra nicaragüense provenía de tres fuentes: la CIA, el tráfico de armas a Irán y el tráfico de drogas y en ella colaboraba cubanos exiliados en Miami, no encontrándose evidencia de que autorizó este plan.
El Cartel de Medellín y el Cartel de Guadalajara por medio de Pablo Escobar, Gonzalo Rodríguez Gacha, Rafael Caro Quintero, Miguel Ángel Félix Gallardo y Juan Matta-Ballesteros montaron una infraestructura en Yucatán para facilitar la introducción de cocaína en los EE. UU. Para esta operación, según documentos hechos públicos recientemente por el gobierno estadounidense, relacionados con el caso Irán-Contras, contó con el apoyo de la CIA. Los traficantes de droga colombianos y mexicanos apoyaban económicamente a la Contra a cambio de facilidades para introducir drogas en Estados Unidos.
Las relaciones entre la CIA, el cartel de Medellín y el cartel de Guadalajara quedaron de manifiesto en las declaraciones de Ernest Jacobsen, agente de la DEA, en la investigación que abrió la Cámara de Representantes de Estados Unidos sobre el escándalo Irán-Contras. En algunas declaraciones afirmaron que algunos contras eran entrenados en los ranchos de los jefes del cartel de Guadalajara por agentes activos de la Dirección Federal de Seguridad la cual desapareció en 1985 tras saberse que había sido responsable de algunos crímenes de Estado en México y de colaborar con la CIA y la mafia del narcotráfico en el interior de Estados Unidos.
El líder de la resistencia misquita, Steadman Fagoth, según informaciones internas de la CIA planeó hacerse con parte de la droga colombiana para financiar su guerrilla antisandinista. Hay también constancia de la relación que mantuvo en ese tiempo Manuel Antonio Noriega (general del Ejército en Panamá) con la CIA, sus actividades con el tráfico de drogas y la vinculación con la financiación de la guerrilla antisandinista.
Según publicó el periodista Gary Webb en el periódico Mercury News de San José, California la CIA vendió toneladas de cocaína en Estados Unidos durante esos años para pasarle las ganancias a la Contra nicaragüense. Webb declaró que obtuvo la información a partir de «informes desclasificados, testimonios dados en cortes federales, cintas grabadas en secreto, transcripciones de cortes nacionales e internacionales y cientos de horas de entrevistas en los últimos 12 meses» con la ayuda de dos compañeros periodistas, Georg Hodel y Leonore Delgado.
La serie de artículos periodísticos se denominó «Dark Alliance» y dio lugar al libro del mismo nombre.
Gary Webb apareció muerto en diciembre de 2004. La prensa estadounidense lo calificó inmediatamente como suicidio. Las investigaciones posteriores apuntan la acción de terceros.
El sitio web de su periódico borró toda la información acerca de la relación entre la CIA y la entrada de drogas en los Estados Unidos.

### Acusaciones de relación entre Pablo Escobar y el FSLN
En abril de 2010, Juan Pablo Escobar, hijo del narcotraficante Pablo Escobar, en declaraciones a la periodista Carmen Aristegui en el canal de televisión CNN en Español, dijo que vivió junto a su familia «protegido por las autoridades de turno».
En una entrevista al diario nicaragüense La Prensa, el exministro Tomás Borge afirmó que el Frente Sandinista de Liberación Nacional tuvo ofertas de Pablo Escobar para que Nicaragua fuese un lugar intermedio para tráfico de drogas:

Alguien, no me acuerdo si fue Escobar, planteó la posibilidad de que Nicaragua fuera un lugar intermedio de tráfico de drogas. El uso de un aeropuerto, quizás poner un laboratorio, no lo recuerdo bien. Y la Dirección Nacional [del FSLN] se reunió para ver esa propuesta ―que no eran 50 millones de dólares, sino muchísimo más, si no mal recuerdo―. Eran millones de dólares por cada embarque. Pero por principios no podíamos.

En un reportaje realizado por Octavio Enríquez para el diario La Prensa, se afirma que Escobar estuvo en Nicaragua intentando abrir una ruta de narcotráfico en 1984 y luego en otras dos ocasiones más y que nunca estuvo con su mujer Virginia Vallejo quien se solía quedar en Nueva York. El contacto entre Escobar y el FSLN se realizó por mediación de Movimiento 19 de abril. Se dice[cita requerida] que en 1982, un representante del grupo empresarial H&M ―que era un consorcio de empresas creado por el FSLN para evadir el embargo de Estados Unidos―, se entrevistó con Escobar aunque no llegaron a ningún acuerdo. Los representantes de H&M niegan cualquier contacto con Escobar.[cita requerida]
La CIA y la DEA involucran a Frederico Vaughn en estas conversaciones y en 1984 se publican una fotografías donde se les ve junto a Escobar en el aeropuerto nicaragüense de Los Brasiles. En esta misma información se alude a la «conexión cubana» en la que relevantes personalidades de Cuba, como el coronel Arnaldo Ochoa, fueron juzgados y fusilados por su conexión con el narcotráfico.
En este reportaje, Tomás Borge afirma que Daniel Ortega dijo como respuesta al ofrecimiento de Escobar:

¡El único tesoro que nosotros tenemos es nuestra honradez, nuestro prestigio, y es absolutamente inadmisible pensar siquiera en el tráfico de drogas!

### Relación con el caso Camarena
Tras la información de que en los ranchos de los narcotraficantes mexicanos se entrenaban contras y se recibían la cocaína procedente de Colombia, la DEA estadounidense ordenó a su agente Enrique Camarena Salazar entregar información sobre la ubicación de los complejos de drogas en Centroamérica y el movimiento de los dineros ilícitos de los narcotraficantes latinos, los cuales tenían como destino financiar a los contras.
El 7 de febrero de 1985, Camarena y su piloto Alfredo Zabala Avelar fueron secuestrados, torturados y asesinados en México.
En octubre de 2013, exagentes de la DEA afirmaron que la autora intelectual de la muerte de ambos estadounidenses fue la CIA, debido a que Camarena descubrió las operaciones de tráfico de drogas entre los narcos latinos y el gobierno estadounidense.

## Investigación

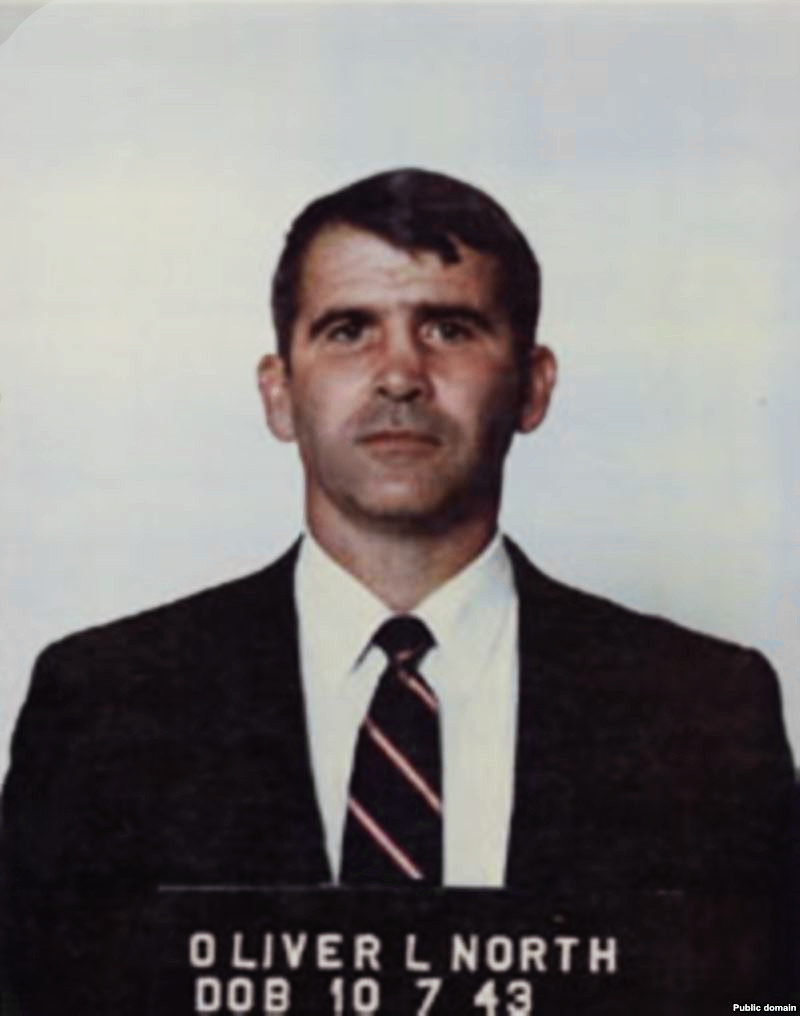
Fotografía de North después de su arresto.

El 3 de noviembre de 1986, el periódico libanés Ash-Shiraa reveló el tráfico clandestino de armas entre los Estados Unidos y la república islámica de Irán. El 5 de octubre de 1986, el ejército sandinista derribó un avión de transporte estadounidense con suministros de armas y cocaína para la Contra. Poco después fue capturado uno de sus tripulantes, Eugene Hasenfus, quien en rueda de prensa afirmó que tanto él como sus compañeros Gómez Máximo y Ramón Medina trabajaban para la CIA.
Días después, el gobierno de Irán confirmó oficialmente la revelación del periódico Ash-Shiraa. El 13 de noviembre de 1986, el presidente estadounidense Ronald Reagan lo confirmó oficialmente desde su despacho en la Casa Blanca:

Mi propósito era [...] enviar la señal de que los Estados Unidos fueron preparados para sustituir la enemistad entre ambos estados (en referencia a Estados Unidos e Irán) por una nueva relación... Al mismo tiempo que emprendimos esta iniciativa, dejamos claro que Irán debe oponerse a todas las formas de terrorismo internacional como condición al progreso en nuestra relación. La medida más significativa que Irán podría tomar, indicamos, deberíamos utilizar su influencia en Líbano para asegurar la liberación de todos los rehenes

El escándalo estalló cuando Oliver North destruyó documentos oficiales del Consejo de Seguridad Nacional de Estados Unidos. North argumentó que la destrucción de documentos era para proteger la vida de algunas personas implicadas en Irán y en operaciones de los contras. Durante la investigación North destruye la que pudo ser la única copia firmada de un decreto secreto de la presidencia autorizando la participación de la CIA en el envío de armas a Irán. El 25 de noviembre el procurador general de la República, Edwin Meese, admite que parte de los beneficios de la venta de armas a Irán se han usado para financiar a los insurgentes nicaragüenses. Ese mismo día dimite Poindexter y North es destituido por Reagan. A Poindexter le sustituye Frank Carlucci el 2 de diciembre de 1986.
El director de la CIA en aquella época, William J. Casey, en declaraciones al periodista Bob Woodward, admitió, en febrero de 1987, que él era consciente de las acciones que la agencia de inteligencia estaba realizando para la financiación de la contrarrevolución nicaragüense. El 6 de mayo de 1987 William Casey murió el día después de que el congreso comenzara sus vistas públicas en el asunto Irán-contra.

## La Comisión Tower
El 25 de noviembre de 1986, el presidente Reagan anunció la creación de una comisión de investigación especial para estudiar el escándalo. Reagan designó al exsenador John Tower como presidente de la misma junto con el ex secretario de Estado Edmund Muskie y a Brent Scowcroft, exconsejero del Consejero de Seguridad Nacional. La comisión comenzó sus labores oficialmente el 1 de diciembre y se le conoce como Comisión Tower.
La Comisión Tower tenía el objetivo investigar «las circunstancias que rodean la materia Irán-Contra, otros estudios de caso que pudieron revelar fuerzas y debilidades en la operación del sistema del Consejo de Seguridad Nacional bajo tensión, y la manera de la cual ese sistema ha servido a ocho presidentes diferentes desde su inicio en 1947».
Esta comisión fue la primera que investigó asuntos relacionados con el Consejo de Seguridad Nacional.
El presidente Ronald Reagan comparece ante la comisión el 2 de diciembre y en sus declaraciones se contradice diciendo que recordaba algún episodio sobre la venta de armas a Irán para después decir que no recordaba nada. En su autobiografía, Una vida estadounidense (1990), Reagan reconoció que había autorizado los envíos a Israel.
El 26 de febrero de 1987, la comisión entregó su informe al presidente. Había interrogado a 80 testigos, incluyendo al propio Ronald Reagan, y a dos de los intermediarios del comercio de armas: Manucher Ghorbanifar y Adnan Khashoggi.
El informe, de 200 páginas, era muy crítico y en él se ponían en tela de juicio las acciones de Oliver North, John Poindexter, Caspar Weinberger y otros. La comisión determinó que Ronald Reagan no tenía conocimiento detallado del programa y en especial sobre la financiación con esos fondos a los Contras nicaragüenses.
Afirmó que Reagan debería haber tenido mejor control del personal del Consejo de Seguridad Nacional, criticando duramente al presidente por no haber controlado a sus subordinados y de no ser consciente de sus acciones. Un resultado importante de la Comisión de Tower fue el que Reagan debía haber escuchado más a su consejero de Seguridad Nacional.
El Congreso de los Estados Unidos, controlado por los demócratas, publicó el 18 de noviembre de 1987, que «si el presidente no sabía lo que hacían sus consejeros de seguridad nacional, debería haberlo sabido».
Este informe señalaba al presidente como el «último responsable» de la actividad de sus subordinados, y lo acusaba de «secreto, engaño y desdén para con la ley». Indicaba que la cuestión principal era saber el papel del presidente en el asunto Irán-contra. También criticó la destrucción de documentos que habían realizado Oliver North y Poindexter así como la muerte de Casey.
En 1992, George H. W. Bush, presidente entonces, indultó a los seis altos cargos que habían sido encarcelados por haber mentido al Congreso sobre la existencia de la venta de armas a Irán.[cita requerida]

## Las consecuencias
El 4 de marzo de 1987 el presidente Ronald Reagan en una declaración televisada desde el Despacho Oval de la Casa Blanca informa a la ciudadanía de la situación.
Esta era la primera declaración pública del presidente después de tres meses de que saltara el escándalo, Reagan argumentó la razón por la cual no había informado a la ciudadanía de la siguiente forma: 

La razón por la que no he informado antes de estos hechos es esta: Ustedes merecen la verdad. Y como creí incorrecto venir a informar con informes incompletos, o incluso declaraciones erróneas, que luego deberían ser corregidas provocando más dudas y confusión.

El presidente se hizo responsable de todos los actos cometidos.

Lo primero, déjeme decirles que tomo la responsabilidad total para mis propias acciones y las de mi administración. Tan enfadado como puedo estar sobre las actividades emprendidas sin mi conocimiento, soy todavía responsable de esas actividades. Tan decepcionado como pueda estar con algunos que me sirvieron, soy yo quien tiene que responder al pueblo estadounidense sobre estos actos.

Finalmente, el presidente indicó que sus aserciones anteriores que los Estados Unidos no negociaron las armas por los rehenes eran incorrectas:

Hace unos meses dije al pueblo estadounidense que no negocié las armas por los rehenes. Mi corazón y mis mejores intenciones todavía me dicen que eso es verdad, pero los hechos y la evidencia me dicen que no es. Como el informe Tower ha informado, lo que comenzó como una abertura estratégica a Irán se deterioró, en su puesta en práctica, en el comercio de armas por los rehenes. Esto va contra mi propia creencia, contra la política de la administración, y contra la estrategia original que teníamos en mente.

El escándalo afectó la popularidad del presidente Ronald Reagan la cual pasó del 67% al 46% en noviembre de 1986 (aunque para principios de 1989 la misma se volvió a situar en el 64%). Hizo daño a la credibilidad de los Estados Unidos, poniendo en evidencia que sus palabras no correspondían con sus hechos y avaló la utilización de los secuestros para la obtención de beneficios políticos.
Magnus Ranstorp escribió:

La buena voluntad de los Estados Unidos de acceder a concesiones con Irán y Hezbollah no solo señalado a sus adversarios que la toma de rehenes era un instrumento extremadamente útil en la extracción de las concesiones políticas y financieras, sino que también minó la credibilidad de las críticas de Estados Unidos a otros estados y la desviación de los principios de ninguna negociación y de ninguna concesión a los terroristas y a sus demandas.

En Irán fue ejecutado en 1987 Mehdi Hashemi, uno de los responsables de acción. Los cargos que se alegaron en su juicio no estaban relacionados con el escándalo, aunque algunos observadores creen que hay coincidencias entre ellos.

## Condenas, indultos, y restablecimientos
Oliver North y John Poindexter fueron acusados de múltiples cargos el 16 de marzo de 1988.
North, acusado por 16 cargos, fue condenado por 3 cargos menores. Las penas fueron declaradas vacantes, ya que North se acogió a la Quinta Enmienda podían haber sido violados, puesto que había declarado al Congreso en forma indirecta. En 1990, Poindexter fue condenado de varios cargos de conspiración, por mentirle al Congreso de Estados Unidos, obstrucción a la justicia, y alterar o destruir documentos relativos a la investigación. Sus condenas fueron sobreseídas cuando apeló. Arthur L. Liman servía como jefe del Consejo durante el escándalo Irán-Contra.
El miembro de la Oficina del Consejo Independiente de Estados Unidos, Lawrence E. Walsh, eligió no re enjuiciar a North o Poindexter. Caspar Weinberger fue condenado por mentirle al consejero independiente pero más tarde fue perdonado por el presidente George H. W. Bush.
En 1992 George H. W. Bush perdonó a los seis oficiales de la administración, Elliott Abrams, Duane R. Clarridge, Alan Fiers, Clair George, Robert McFarlane, y Caspar Weinberger.
Muchos de los condenados son personajes renombrados. Cuando George W. Bush fue elegido Presidente incluyó en su gabinete a varios altos cargos de la Administración de Ronald Reagan.
Entre ellos estaban:
- Elliott Abrams (Grupo de presión sionista en Estados Unidos):[42] asistente especial del Presidente y director del Consejo de Asuntos del Cercano Oriente y Norte de África. En el escándalo Irán-Contra, se le encontró culpable de dos acusaciones de uso de información privilegiada, fue perdonado.
- Otto Reich:[43] jefe de la Oficina de Diplomacia Pública para América Latina y el Caribe bajo el gobierno de Reagan.
- John Negroponte:[44] sirvió como embajador en Irak durante la administración Bush, fue director de Inteligencia Nacional, y subsecretario de Estado. Negroponte es miembro de la sociedad secreta de Yale llamada Skull & Bones como los Bush y John Kerry.
- Almirante John Poindexter:[45] fue director de la Information Awareness Office durante la administración Bush; en el escándalo Irán-Contra fue encontrado culpable de varios cargos por conspiración, obstrucción de justicia, mentirle al Congreso, fraude al Gobierno, y alteración y destrucción de evidencias. Sus condenas fueron revertidas por decisión presidencial. En la ciudad de Odon, Indiana pueblo natal de John Poindexter, le dedicaron una calle con su nombre. Posteriormente el exministro Bill Breeden, retiró las placas de la calle Poindexter en protesta por el caso Irán-Contra, reclamando para restituirlas 30 millones de dólares ―como referencia al dinero que Poindexter entregó a la Contra nicaragüense―. Esta acción le costó arresto y prisión. Howard Zinn afirmó que «la única persona presa como resultado del escándalo Irán-Contra fue Bill Breeden».[46]